# Ciril Bergles
Ciril Bergles, slovenski pesnik, prevajalec in esejist, * 18. julij 1934, Repče, † 25. avgust 2013.
Bergles je leta 1960 diplomiral iz slovenistike in anglistike na Filozofski fakulteti v Ljubljani. Po diplomi se je zaposlil in bil učitelj ter ravnatelj na raznih šolah in gimnaziji v Ljubljani.
Leta 1984 je izdal prvo pesniško zbirko Na poti v tišino in nato istega leta v samozaložbi še "Vaje za svetlobo". Veliko je tudi prevajal, predvsem poezijo španskih, portugalskih in južnoameriških avtorjev. Izbral in uredil je Sodobno španskoameriško poezijo (1994) in objavil številne članke in eseje o književnosti.